# Jess G. Berthelsen
Jess Gustav Rasmus Berthelsen (* 5. Mai 1958 in Sisimiut) ist ein grönländischer Gewerkschafter.

## Leben
Jess G. Berthelsen wurde als mittleres von zehn Kindern als Sohn des Ladenbesitzers Hanninnguaq Berthelsen und seiner Frau Tabitha Olsen († 1986) in Sisimiut geboren. Er ließ sich in Aarhus zum Maschinisten ausbilden. Anschließend kehrte er in seine Heimatstadt Sisimiut zurück. Dort begann er sich im Ortsverband der Gewerkschaft SIK zu engagieren, deren Vorsitzender er mehrere Jahre lang war. 1988 wurde er Mitglied im Gewerkschaftvorstand. 1989 zog er nach Nuuk. Als 1990 der Gewerkschaftsvorsitzende Kristian „Pablo“ Poulsen wegen eines Finanzskandals beurlaubt wurde, übernahm Jess G. Berthelsen den Gewerkschaftsvorsitz. In seinen ersten Jahren setzte er durch, dass Tarifverhandlungen auf Grönländisch geführt werden. 1993 wurde der Einheitslohn für grönländische und ausländische Arbeiter eingeführt. 1999 gründete er die grönländische Rentenkasse SISA.
Nebenher war er unter anderem Aufsichtsratsvorsitzender der Sulisartut Højskoliat in Qaqortoq und Aufsichtsratsvizevorsitzender von Nuuk City Development sowie Mitglied von mehreren arbeitspolitischen und wirtschaftlichen Räten und Kommissionen.
Er kandidierte bei der Parlamentswahl in Grönland 2025 erstmals für ein politisches Amt und erreichte den zweiten Nachrückerplatz der Siumut.
Jess G. Berthelsen ist seit dem 18. Juli 2004 verheiratet mit der Politikerin Olga P. Berthelsen (* 1962), mit der er fünf Kinder hat.
Anlässlich seines 30. Jubiläums als Gewerkschaftsvorsitzender erschien 2021 eine Biografie über Jess G. Berthelsen.